# Lowton
Lowton – wieś w Anglii, w hrabstwie ceremonialnym Wielki Manchester, w dystrykcie metropolitalnym Wigan. Leży 23 km na zachód od centrum miasta Manchester.